# Kendrick Lamar
Kendrick Lamar Duckworth (uitspraak: /kɛndɹɪk ləˈmɑː dʌkˌwɜːθ/; Compton, 17 juni 1987), is een Amerikaanse rapper uit Compton, Californië. Hij kreeg voor het eerst aandacht na het uitbrengen van zijn mixtape Overly Dedicated in 2010. Lamar tekende in 2012 een contract bij Aftermath Entertainment. In 2011 kwam zijn album Section.80, exclusief uitgebracht op iTunes, onmiddellijk aan de top van de digitale hiphop-releases van het jaar 2011. Hij is lid van het hiphopcollectief Black Hippy, samen met Jay Rock, Schoolboy Q en Ab-Soul. Hij heeft ook gewerkt met onder anderen Snoop Dogg, Dr. Dre, Eminem, Kanye West, Wiz Khalifa, Mac Miller, Game, Drake, Busta Rhymes, Tech N9ne, Sia, Taylor Swift, Vince Staples, Rihanna, 50 Cent, SZA, Beyoncé en The Weeknd.

## Biografie

### 1987-2009: Jeugd en beginjaren
Kendrick Lamar Duckworth is geboren in Compton, Californië, een voorstad ten zuidoosten van Los Angeles. Zijn ouders kwamen uit Chicago, Illinois. Op zijn 8e zag hij Dr. Dre en 2Pac de muziekvideo voor California Love filmen. In 2003 bracht Lamar zijn eerste mixtape uit, Youngest Head Nigga In Charge onder de naam K. Dot. De mixtape zorgde voor genoeg aandacht om een platencontract met Top Dawg Entertainment, een platenmaatschappij in Los Angeles, te krijgen. In 2005 bracht hij zijn tweede mixtape, Training Day uit, die twee jaar later gevolgd werd door No Sleep Til NYC, een gezamenlijke mixtape met Jay Rock. Na het ontvangen van een co-sign van Lil Wayne bracht hij in 2009 de mixtape C4 uit, die gebasseerd was op Wayne's Tha Carter III. Kort daarna besloot Lamar om zijn artiestennaam op te geven en verder te gaan onder zijn geboortenaam. De eerste release onder deze naam was de EP Kendrick Lamar.

### 2010-2011: Overly Dedicated en Section. 80
Op 23 september 2010 bracht Lamar zijn mixtape Overly Dedicated uit, terwijl hij op tour was als hypeman voor Jay Rock tijdens Tech N9ne's The Independent Grind Tour. Tijdens deze tour kreeg Dr. Dre de mixtape te horen, en wou hij graag met Lamar samenwerken.
Op 2 juli 2011 bracht Lamar zijn debuutalbum Section.80 uit. Section 80 is een conceptalbum en Lamar liet weten dat het album gemaakt is voor mensen die in de jaren '80 geboren zijn. Met nummers die gaan over Ronald Reagan en over de 'crack epidemic' in de VS werd dit al snel duidelijk. In de tweede helft van 2011 verscheen Kendrick Lamar op The Game's The R.E.D. Album, Tech N9ne's All 6's and 7's, 9th Wonder's The Wonder Years en Drake's Take Care.

### 2012: Good Kid, M.A.A.d City
Na de release van Section.80 tekende Lamar een gezamenlijke deal met zowel Top Dawg Entertainment als Aftermath Entertainment, het platenlabel van Dr. Dre. Op 22 oktober 2012 bracht Lamar zijn tweede studioalbum good kid, m.A.A.d city uit. Op dit album vertelt Lamar over zijn jeugd in Compton. Hij vertelt over de harde wereld waarin hij moest opgroeien en over de conflicten tussen 'gangs' die het voor het zeggen hebben in Compton. Hij brengt ook verschillende personages naar voren en laat zien hoe zij en hun families negatief beïnvloed werden door het leven in Compton. Compton is een voorstad van Los Angeles en wordt gekenmerkt door zijn criminaliteit. De stad staat ook symbool als dé hiphop-stad van de Verenigde Staten. Raplegendes als Dr. Dre, Eazy-E en Ice Cube zijn allemaal geboren en getogen in Compton. Good kid, m.A.A.d city werd opgenomen in verschillende studio's in Californië en producers als Dr. Dre, Just Blaze, Pharrel Williams, Hit-Boy en vele anderen droegen allemaal hun steentje bij. Het album kwam binnen op de tweede plaats op de Billboard 200 hitlijst en werd 242 000 keer verkocht in zijn eerste week. Het album werd door de media en critici zeer goed ontvangen en kreeg hoge scores van verschillende, belangrijke muziekmagazines. 

### 2015-2016: To Pimp a Butterfly & untitled unmastered
Lamar's derde studioalbum, To Pimp a Butterfly, werd uitgebracht op 15 maart 2015. Door een fout bij iTunes was dit een dag eerder dan gedacht. Oorspronkelijk zou het album de titel To Pimp a Caterpillar krijgen, het acroniem van deze titel zou (met een beetje goede wil) 2PAC worden. Tupac Shakur was een legendarische rapper en een van Kendrick zijn jeugdidolen. Het album wordt ook afgesloten met een diepgaand gesprek tussen Lamar en Tupac. Lamar gebruikte hiervoor een interview van een Zweeds radiostation dat dateert uit 1994. Na een trip na Afrika besloot Lamar wat dingen aan het album te veranderen, waaronder dus de titel.
Het album werd opgenomen op allerlei plaatsen in de Verenigde Staten en werd geproduceerd door verschillende producers als Sounwave, Terrace Martin, Thundercat, Pharrell Williams en Dr. Dre. Het album zit vol met invloeden uit de free jazz, funk, soul en ‘spoken word’. Lamar brengt op een kritische en persoonlijke manier een resem onderwerpen naar voren. Hij heeft het onder andere over rassenongelijkheid in Amerika, de Afro-Amerikaanse cultuur en zijn depressie.
Na good kid, m.A.A.d city waren er hoge verwachtingen voor Lamar, maar To Pimp a Butterfly werd zeer positief ontvangen. Vele critici prezen Lamar voor zijn actuele en rake lyrics en het album werd door vele muziekmagazines, waaronder Rolling Stone, Billboard en Pitchfork, uitgeroepen tot album van het jaar. Het album werd genomineerd voor album van het jaar en won ‘Best Rap Album’ op de 58ste Grammy Awards. Ook de singles ‘i’, ‘Alright’ en ‘These Walls’ vielen in de prijzen. Het album werd platinum verklaard door de Recording Industry Association of America (RIAA). 
Op 4 maart 2016 werd de EP untitled unmastered uitgebracht. Deze EP bevatte 8 nummers die waren opgenomen in de periode 2014-2016, dus grotendeels gelijktijdig met To Pimp A Butterfly. 

### 2017-2018: DAMN & Black Panther: The Album
Op 14 april 2017 bracht Lamar zijn vierde studioalbum, DAMN. uit, bestaande uit 14 nummers. Ook dit album kwam binnen op de 1e plek van de Billboard 200. De videoclip van het nummer HUMBLE. ontving een Grammy voor beste videoclip.
Het album zelf werd genomineerd voor twee Grammy's, beste album en beste rapalbum, en won uiteindelijk die voor beste rapalbum. Om het album te promoten, ging Lamar op tournee met The Damn Tour. Op 16 april 2018 won Lamar de prestigieuze Pulitzerprijs voor het album. Hij was de eerste artiest buiten de genres jazz en klassiek die deze prijs won. Lamar werd door de jury geroemd om zijn diepgaande en poëtische teksten. Lamar maakt op het album de worsteling en emoties invoelbaar van hemzelf en de mensen om hem heen die een leven proberen op te bouwen te midden van racisme, politiegeweld, armoede, verslaving en criminaliteit.
Op 9 februari 2018 bracht Lamar het album Black Panther: The Album uit, de soundtrack van de film Black Panther. Dit album bevatte bijdragen van veel Top Dawg Entertainment artiesten en bevatte onder andere de nummers All The Stars met SZA en Pray For Me met The Weeknd. 

### 2020-2023: Mr. Morale & The Big Steppers
Na Black Panther: The soundtrack album verdween Lamar van de radar. Op 5 mei 2020 lanceerde hij samen met Dave Free het creatieve communicatiebedrijf PGLang. In Augustus 2021 verscheen Lamar op het nummer Family Ties van neefje en collega-rapper Baby Keem. Lamar was later dat jaar nog op 2 andere nummers op Keem's The Melodic Blue te horen. In februari 2022 was Lamar een co-headliner van de Superbowl LVI Halftime Show, samen met Dr. Dre, Snoop Dogg, Eminem, 50 Cent en Mary J. Blige.
Op 13 mei 2022 bracht Lamar zijn vijfde studioalbum Mr. Morale & The Big Steppers uit. Het album bevat 18 nummers, verdeeld over twee schijfjes, en is tevens zijn laatste album onder Top Dawg Entertainment. Later dat jaar startte Lamar aan zijn Big Steppers Tour, die duurde van juli tot en met december. 

### 2024-heden: Ruzie met Drake en GNX
Lamar maakte al sinds 2013 ruzie met collega Drake. Deze ruzie kwam tot explosie op 22 maart 2024, toen Lamar als verassing verscheen op het nummer Like That van Metro Boomin en Future. Hij rapte op dit nummer dat hij zichzelf de beste rapper vindt en dat andere rappers als J. Cole en Drake niet bij hem in de buurt komen. Van half april tot begin mei brachten Drake en Lamar allebei verschillende disstracks uit. Het populairste nummer, Not Like Us, kwam van Lamar's kant. 
Op 19 juni verzorgte Lamar het The Pop Out: Ken & Friends concert, wat werd gezien als een soort overwinningsconcert. In september bracht hij op Instagram het nummer Watch The Party Die uit. Op 22 november bracht hij op YouTube een video uit met de titel 'GNX'. In de video was een deel van een nog niet uitgebracht nummer te horen. Slechts een half uur later bracht Lamar zijn zesde studio album, GNX, uit. Het nummer uit de YouTube-video stond niet op dit album. In December was Lamar te horen op   SZA's deluxe-album LANA. Rond die tijd werd ook hun gezamenlijke Grand National Tour aangekondigd. 
Op 2 Februari 2025 won Lamar tijdens de 67e Grammy Awards maar liefst 5 awards voor het eerdergenoemde Not Like Us. Slechts een week later verzorgde hij de Superbowl LIX Halftime Show, waar ook SZA aan mee deed. Tijdens de show waren ook DJ Mustard, Samuel L. Jackson en Serena Williams te zien. Na de populariteit van het afgelopen jaar werd Lamar de eerste rapper ooit die meer dan 100 miljoen maandelijkse luisteraars op Spotify bereikte. Op 14 maart was Lamar te horen op drie nummers op Playboi Carti's MUSIC.

## Discografie

### Albums
| Album met eventuele hitnotering(en) in de Nederlandse Album Top 100 | Datum van verschijnen | Datum van binnenkomst | Hoogste positie | Aantal weken | Opmerkingen |
| ------------------------------------------------------------------- | --------------------- | --------------------- | --------------- | ------------ | ----------- |
| Good kid, M.A.A.D City                                              | 2012                  | 27-10-2012            | 45              | 9            |             |
| To Pimp a Butterfly                                                 | 2015                  | 21-03-2015            | 9               | 26           |             |
| Untitled unmastered                                                 | 2016                  | 12-03-2016            | 9               | 5            |             |
| DAMN.                                                               | 2017                  | 22-04-2017            | 2               | 43           |             |
| Black Panther: The Album                                            | 2018                  | 17-02-2018            | 2               | 21*          | soundtrack  |
| Mr. Morale & The Big Steppers                                       | 2022                  | 13-05-2022            |                 |              |             |
| GNX                                                                 | 2024                  | 22-11-2024            |                 |              |             |

| Album met hitnotering(en) in de Vlaamse Ultratop 200 albums | Datum van verschijnen | Datum van binnenkomst | Hoogste positie | Aantal weken | Opmerkingen |
| ----------------------------------------------------------- | --------------------- | --------------------- | --------------- | ------------ | ----------- |
| Good Kid, M.A.A.D City                                      | 2012                  | 03-11-2012            | 25              | 267*         |             |
| To Pimp a Butterfly                                         | 2015                  | 20-03-2015            | 4               | 78*          |             |
| Untitled Unmastered                                         | 2016                  | 04-03-2016            | 11              | 33           |             |
| DAMN.                                                       | 2017                  | 14-04-2017            | 2               | 295*         |             |
| Black Panther: The Album                                    | 2018                  | 17-02-2018            | 8               | 21           | soundtrack  |
| Mr. Morale & The Big Steppers                               | 2022                  | 13-05-2022            | 1               | 146*         | soundtrack  |
| GNX                                                         | 2024                  | 22-11-2024            | 1               | 20*          |             |

### Singles
| Single met eventuele hitnotering(en) in de Nederlandse Top 40 | Datum van verschijnen | Datum van binnenkomst | Hoogste positie | Aantal weken | Opmerkingen                                                |
| ------------------------------------------------------------- | --------------------- | --------------------- | --------------- | ------------ | ---------------------------------------------------------- |
| Yolo                                                          | 2013                  | 09-02-2013            | tip17           | -            | met The Lonely Island & Adam Levine                        |
| Bitch, don't kill my vibe                                     | 2013                  | 20-07-2013            | tip16           | -            | met Emeli Sandé                                            |
| Give it 2 u                                                   | 2013                  | 14-09-2013            | tip2            | -            | met Robin Thicke                                           |
| It's on again                                                 | 2014                  | 12-04-2014            | tip2            | -            | met Alicia Keys                                            |
| I                                                             | 2014                  | -                     |                 |              | Nr. 96 in de Single Top 100                                |
| King Kunta                                                    | 2015                  | -                     |                 |              | Nr. 70 in de Single Top 100                                |
| Bad blood                                                     | 2015                  | 27-06-2015            | 33              | 5            | met Taylor Swift                                           |
| The greatest                                                  | 2016                  | 24-09-2016            | 4               | 21           | met Sia / Nr. 26 in de Single Top 100 / Alarmschijf        |
| Don't wanna know                                              | 2016                  | 05-11-2016            | 11              | 14           | met Maroon 5 / Nr. 68 in de Single Top 100                 |
| Sidewalks                                                     | 2016                  | -                     |                 |              | met The Weeknd / Nr. 47 in de Single Top 100               |
| Humble                                                        | 2017                  | 15-04-2017            | 25              | 5            | Nr. 16 in de Single Top 100                                |
| DNA.                                                          | 2017                  | -                     |                 |              | Nr. 31 in de Single Top 100                                |
| LOYALTY.                                                      | 2017                  | -                     |                 |              | met Rihanna / Nr. 42 in de Single Top 100                  |
| ELEMENT.                                                      | 2017                  | -                     |                 |              | Nr. 44 in de Single Top 100                                |
| YAH.                                                          | 2017                  | -                     |                 |              | Nr. 54 in de Single Top 100                                |
| FEEL.                                                         | 2017                  | -                     |                 |              | Nr. 56 in de Single Top 100                                |
| LOVE.                                                         | 2017                  | -                     |                 |              | met Zacari / Nr. 58 in de Single Top 100                   |
| XXX.                                                          | 2017                  | -                     |                 |              | met U2 / Nr. 60 in de Single Top 100                       |
| PRIDE.                                                        | 2017                  | -                     |                 |              | Nr. 67 in de Single Top 100                                |
| BLOOD.                                                        | 2017                  | -                     |                 |              | Nr. 69 in de Single Top 100                                |
| LUST.                                                         | 2017                  | -                     |                 |              | Nr. 72 in de Single Top 100                                |
| FEAR.                                                         | 2017                  | -                     |                 |              | Nr. 85 in de Single Top 100                                |
| Pray for me                                                   | 2018                  | 17-02-2018            | 14              | 11           | met The Weeknd / Nr. 22 in de Single Top 100 / Alarmschijf |
| Black panther                                                 | 2018                  | -                     |                 |              | Nr. 83 in de Single Top 100                                |
| All the Stars                                                 | 2017                  | 03-03-2018            | 29              | 6            | met SZA / Nr. 19 in de Single Top 100                      |
| Like That                                                     | 2024                  | 30-03-2024            | tip10           | 5            | met Future & Metro Boomin                                  |
| Not Like Us                                                   | 2024                  | 11-05-2024            | tip16           | 5            |                                                            |
| Luther                                                        | 2024                  | 30-11-2024            | tip9            | 7            | met SZA                                                    |

| Single met hitnotering(en) in de Vlaamse Ultratop 50 | Datum van verschijnen | Datum van binnenkomst | Hoogste positie | Aantal weken | Opmerkingen                         |
| ---------------------------------------------------- | --------------------- | --------------------- | --------------- | ------------ | ----------------------------------- |
| Swimming pools (drank)                               | 2012                  | 10-11-2012            | tip19           | -            |                                     |
| F**kin' problems                                     | 2012                  | 15-12-2012            | tip3            | -            | met A$AP Rocky, Drake & 2 Chainz    |
| Backseat freestyle                                   | 2013                  | 26-01-2013            | tip81           | -            |                                     |
| Yolo                                                 | 2013                  | 09-02-2013            | tip36           | -            | met The Lonely Island & Adam Levine |
| Poetic justice                                       | 2013                  | 02-03-2013            | tip56           | -            | met Drake                           |
| Give it 2 u                                          | 2013                  | 17-08-2013            | tip10           | -            | met Robin Thicke                    |
| It's on again                                        | 2014                  | 19-04-2014            | tip16           |              | met Alicia Keys                     |
| I                                                    | 2014                  | 04-10-2014            | tip22           | -            |                                     |
| The blacker the berry                                | 2015                  | 21-02-2015            | tip87           | -            |                                     |
| King Kunta                                           | 2015                  | 11-04-2015            | 15              | 14           |                                     |
| Alright                                              | 2015                  | 18-07-2015            | tip27           | -            |                                     |
| Untitled 08 - 09.06.2014                             | 2016                  | 12-03-2016            | tip23           | -            |                                     |
| The heart part 4                                     | 2017                  | 01-04-2017            | tip             | -            |                                     |
| HUMBLE.                                              | 2017                  | 15-04-2017            | 15              | 13           |                                     |
| LOYALTY.                                             | 2017                  | 19-08-2017            | tip30           | -            |                                     |
| Get out of your own way                              | 2017                  | 11-11-2017            | tip6            | -            | met U2                              |
| All the stars                                        | 2018                  | 20-01-2018            | 21              | 14           | met SZA                             |
| Pray for me                                          | 2018                  | 10-02-2018            | 22              | 9            | met The Weeknd                      |
| Not Like Us                                          | 2024                  | 19-05-2024            | 20              | 3            | Goud                                |
| All the stars                                        | 2025                  | 23-02-2025            | 48              | 2*           | met SZA                             |

### NPO Radio 2 Top 2000
| Nummer met noteringen in de NPO Radio 2 Top 2000 | '20  | '21  | '22  | '23  | '24  |
| ------------------------------------------------ | ---- | ---- | ---- | ---- | ---- |
| King Kunta                                       | 1650 | 1716 | 1351 | 1426 | 1175 |

1. ↑  Een vetgedrukt getal geeft de hoogste notering aan.
2. ↑  2020 was het eerste jaar met een notering voor dit nummer.

- Bibsys: 13027221
- Bibliothèque nationale de France: cb16666005f (data)
- Gemeinsame Normdatei: 1038428041
- International Standard Name Identifier: 0000 0003 6290 7030
- Library of Congress Control Number: no2012001286
- MusicBrainz: 381086ea-f511-4aba-bdf9-71c753dc5077
- Bibliotheek van het Japanse parlement: 031866804
- Nationale Bibliotheek van Tsjechië: osa2016908199
- Nationale Bibliotheek van Israël: 987007418477605171
- Nationale Bibliotheek van Polen: a0000003621810
- Système universitaire de documentation: 193386089
- Virtual International Authority File: 228084643
- WorldCat: E39PBJbGYc6vbMwfvC9kJK6qcP